# Chancery Lane (London Underground)

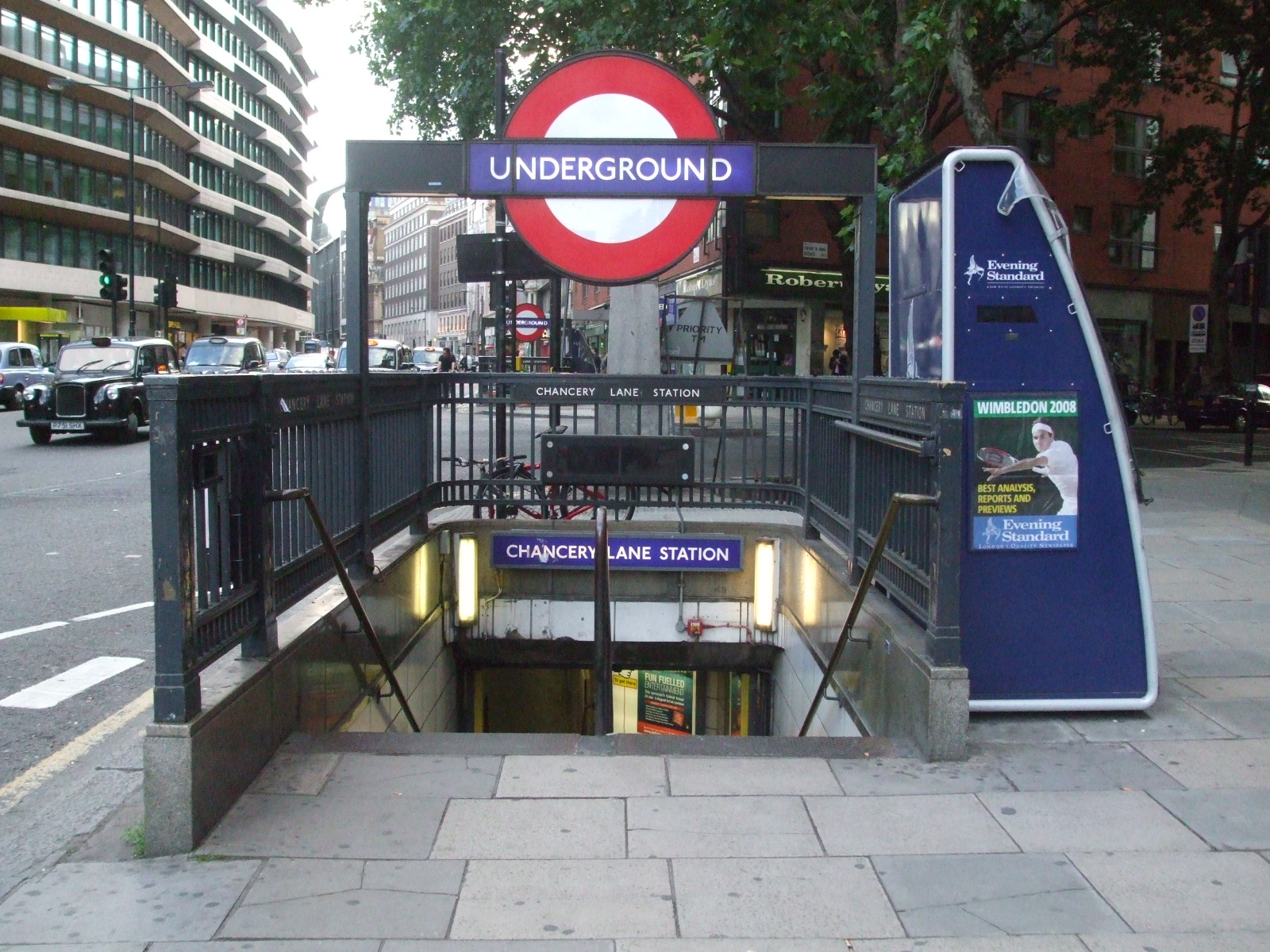
Stationseingang

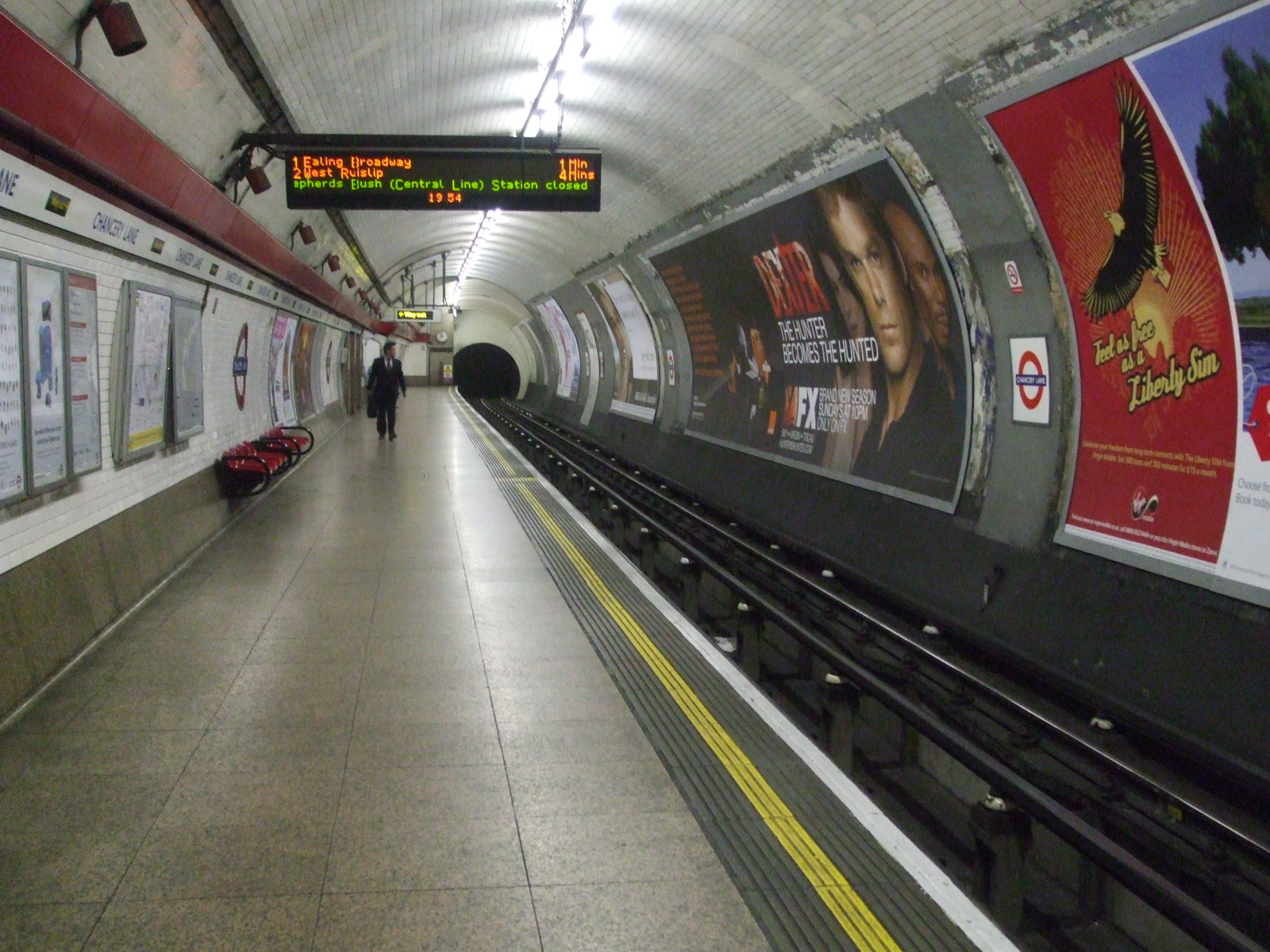
Bahnsteig in Richtung Osten

Chancery Lane ist eine unterirdische Station der London Underground an der Grenze der Stadtbezirke City of London und London Borough of Camden. Die in der Travelcard-Tarifzone 1 gelegene Station wird von der Central Line bedient. In der Nähe befinden sich die Royal Courts of Justice. Im Jahr 2013 nutzten 16,52 Millionen Fahrgäste die Station.

## Geschichte
Die Eröffnung der Station erfolgte am 30. Juli 1900 durch die Central London Railway, die Vorgängergesellschaft der Central Line. Am 25. Juni 1934 änderte man den Namen zwar in Chancery Lane (Gray’s Inn), doch der Klammerzusatz verschwand nach kurzer Zeit wieder.
Der Eingang befand sich ursprünglich unmittelbar an der Kreuzung von High Holborn und Chancery Lane, etwa 120 Meter weiter westlich. Um jedoch Rolltreppen einbauen zu können, verschob man ihn 1934 etwas nach Osten. Die neue Schalterhalle kam unterirdisch zu liegen und dient seither auch als Fußgängerunterführung. Eine bauliche Besonderheit ist, dass das westwärts führende Gleis aus Platzmangel unter dem ostwärts führenden angeordnet ist. Bei der benachbarten Station St. Paul’s ist dies genau umgekehrt.
Chancery Lane ist eine von acht Stationen der London Underground, die zwischen 1940 und 1942 zu einem Luftschutzbunker ausgebaut wurden. Die Kapazität hätte für 8000 Personen ausgereicht, doch im Gegensatz zu den übrigen Bunkern nutzte das Militär diesen Bunker als Kommunikationszentrale. 1949 übernahm die britische Postverwaltung den Bunker und richtete eine Telefon-Vermittlungsstelle ein, die von 1954 bis 1995 in Betrieb war (Kingsway telephone exchange).
Am 25. Januar 2003 entgleiste bei der Station ein Zug, nachdem sich ein Motor vom Zug gelöst hatte; 32 Passagiere erlitten dabei Verletzungen. Die gesamte Central Line war mehr als drei Monate lang geschlossen, um nach den Ursachen zu suchen und notwendige Anpassungen an den Zügen vorzunehmen.